# ピルビン酸デヒドロゲナーゼ (アセチル基転移)
ピルビン酸デヒドロゲナーゼ (アセチル基転移)（pyruvate dehydrogenase (acetyl-transferring)）は、次の化学反応を触媒する酸化還元酵素である。
ピルビン酸 + [ジヒドロリポイルリシン残基アセチルトランスフェラーゼ]リポイルリシン {\displaystyle \rightleftharpoons } [ジヒドロリポイルリシン残基アセチルトランスフェラーゼ]S-アセチルジヒドロリポイルリシン + CO2
反応式の通り、この酵素の基質はピルビン酸と[ジヒドロリポイルリシン残基アセチルトランスフェラーゼ]リポイルリシン、生成物は[ジヒドロリポイルリシン残基アセチルトランスフェラーゼ]S-アセチルジヒドロリポイルリシンと二酸化炭素である。
組織名はpyruvate:[dihydrolipoyllysine-residue acetyltransferase]-lipoyllysine 2-oxidoreductase (decarboxylating,acceptor-acetylating)である。